# Schola cantorum (architettura)
La Schola cantorum è, nelle antiche basiliche cristiane, lo spazio della navata centrale, antistante il presbiterio e l'altare, riservato ai cantori o salmisti e delimitato da un recinto o balaustra di pianta rettangolare. A partire dalla fine del secolo XVI, in osservanza alle istanze di rinnovamento del gusto barocco e soprattutto alle nuove disposizioni liturgiche del Concilio di Trento, che diedero luogo a precise regolamentazioni per l'arte e l'architettura sacra, la maggior parte delle scholae cantorum è stata smantellata, al fine di liberare la navata centrale delle chiese da tutti gli elementi che ne complicavano la spazialità e ne limitavano l'ariosità, così da accentuare visivamente e strutturalmente il presbiterio come cuore liturgico dell'edificio.

## Struttura

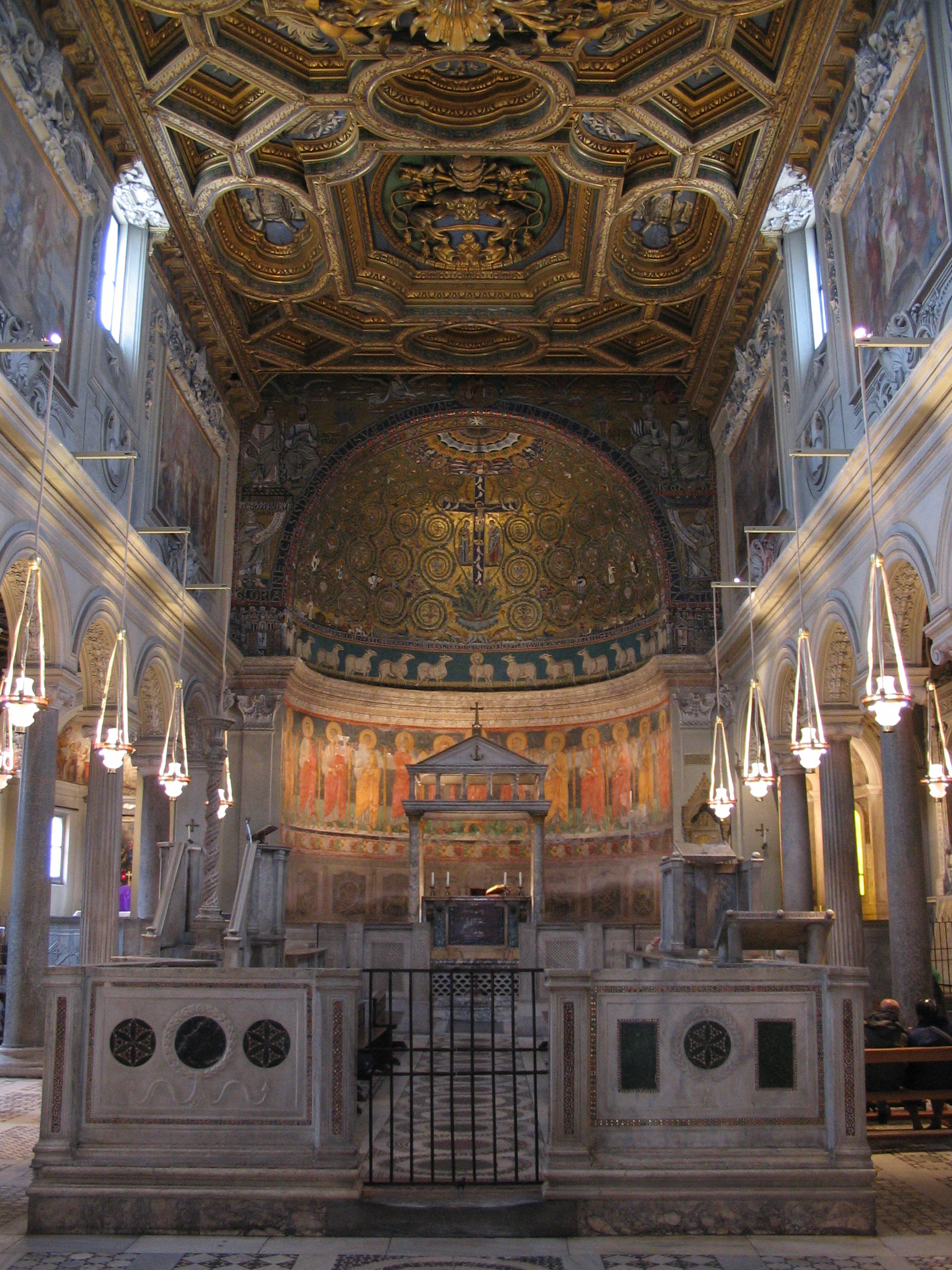
La schola cantorum della basilica di San Clemente (Roma)

La schola cantorum è collocata all'estremità della navata principale, davanti al santuario, venendo a costituire un ambiente separato, quasi un edificio nell'edificio, delimitato da un recinto e di solito sopraelevato di un gradino rispetto al piano della navata.
Negli esempi conservati, il recinto delle scholae cantorum è costituito di pilastrini o lastre di pietra o di marmo variamente decorati con bassorilievi, tarsìe, mosaici ecc., raffiguranti motivi liturgici o più semplici disegni geometrici; i singoli elementi, a seconda che siano massicci o traforati, sono detti plutei o transenne; più raramente potevano essere in legno o metallo. La continuità del recinto è interrotta da due varchi centrali, che consentono l'accesso all'interno: l'anteriore (la cosiddetta porta santa, che permette la visione dell'altare maggiore e comunica con il presbiterio) e il posteriore (per lo più chiuso da un cancelletto). Il recinto è realizzato ad altezza d’uomo per garantire la riservatezza e impedire possibili distrazioni dei coristi.
Sui due lati longitudinali del recinto sono a volte presenti due specie di balconi rialzati (sorta di pulpiti detti amboni), accessibili mediante brevi scale e utilizzati per la lettura dell'Epistola e del Vangelo. All'interno del recinto sono ospitate le sedute per i cantori, costituite da sedili o panche di legno mobili, ovvero da sedute stabili, in pietra e addossate al lato interno della balaustra.
In diverse basiliche romane si possono vedere esempi di scholae cantorum: a San Clemente al Laterano, in Santa Sabina e in Santa Maria in Cosmedin; in Sabina, nella chiesa di Sant'Antimo a Nazzano.
Resti di scholae cantorum, a volte limitati alle sole fondazioni, sono stati rinvenuti, per limitarci a Roma, fra i ruderi della basilica di Santo Stefano sulla via Latina, in quella di San Marco Evangelista, in San Sebastiano fuori le Mura, a San Saba, nella basilica dei Santi Giovanni e Paolo al Celio e a Santa Petronilla; all'estero, nei ruderi della basilica paleocristiana del sito archeologico di Manastarine (Salona, Croazia). In alcuni casi si sono conservate, spesso parzialmente, solo le pavimentazioni originali del suppedaneo, quasi sempre in stile cosmatesco: ad esempio nella basilica di Sant'Elia (anche detta di Sant'Anastasio, a Castel Sant'Elia, presso Viterbo) o nell'abbazia di Sant'Andrea in Flumine (Ponzano Romano).

## Storia e funzione

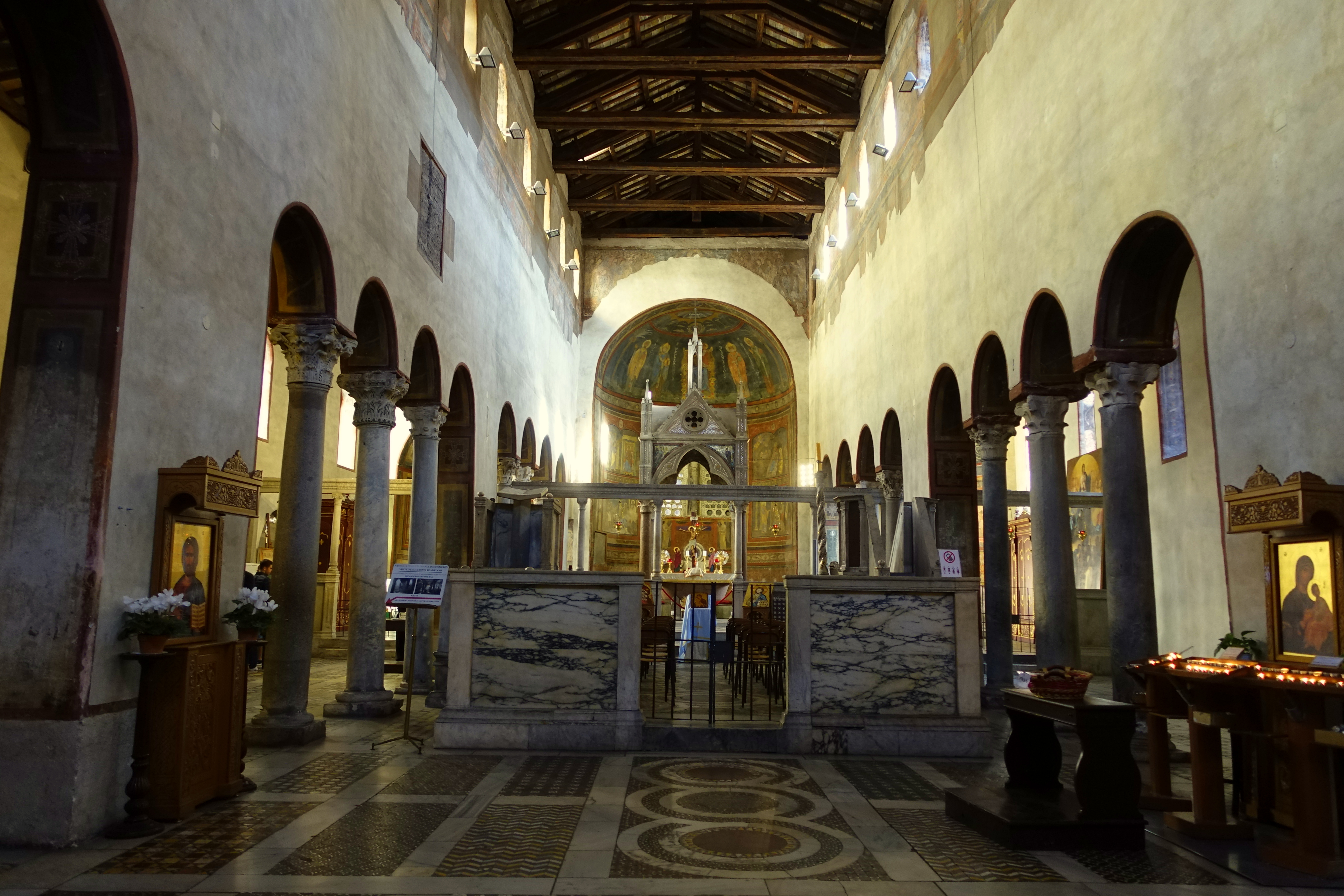
La schola cantorum della basilica di Santa Maria in Cosmedin (Roma)

La schola cantorum delle chiese paleocristiane e altomedievali corrisponde, funzionalmente, al coro delle più recenti chiese cristiane occidentali, che è lo spazio absidale del presbiterio e il complesso delle sedute, dette stalli o scranni, ivi collocate e riservate a religiosi e coristi durante le funzioni liturgiche; e per questa ragione la schola cantorum è spesso anche definita basso coro. In effetti, sia dal punto di vista architettonico sia funzionale, mentre il coro è posizionato dietro all'altare, la struttura delle scholae cantorum prolunga il presbiterio, il cui accesso è riservato al clero, all'interno della navata e, a partire soprattutto dal XII secolo, accoglie gli amboni e altri elementi del mobilio presbiteriale, come il candelabro per il cero pasquale.
È infatti originaria del cristianesimo la tradizione di isolare i coristi dalla navata mediante divisioni di varie tipologie, corrispondenti strutturalmente agli usi liturgici dell’epoca e al rapporto tra il clero e i fedeli: la schola cantorum è appunto la soluzione più antica che corrisponde a questa necessità di isolamento dei coristi.
L'esempio più antico di schola cantorum, del secolo V, è stato rinvenuto negli scavi della Basilica di San Marco Evangelista a Roma. È ipotizzabile che questa struttura si sia diffusa nel secolo VII a seguito del grande impulso dato da papa Gregorio Magno (540-604) alla messa con canti in latino, che ebbe un ruolo fondamentale per lo sviluppo del canto gregoriano.
Le scholae cantorum iniziarono a cadere in disuso dopo il secolo XIII, sostituiti da palchetti e successivamente da vere e proprie cantorie, in forma di pergamo o di balconata, poste nel transetto o in una cappella laterale. Insieme ad altri arredi fissi di epoca paleocristiana o medievale le scholae vengono quasi tutte eliminate a partire dalla seconda metà del XVI secolo. A seguito delle indicazioni del Concilio di Trento (1545-1563) le scholae, soprattutto in ragione del forte impedimento che creano per la visione del presbiterio, sono ritenute inadatte alle nuove necessità liturgiche imposte dalla Controriforma: pertanto, vengono rimosse le scholae cantorum e i tramezzi (tali strutture sono infatti oggi in gran parte scomparse dagli edifici religiosi); anche laddove rimangano presenti, i recinti di separazione tra coro e navata perdono importanza; il coro si sposta definitivamente dietro all'altare, nella configurazione che sostanzialmente resta invariata fino ad oggi.

## Etimologia e significati

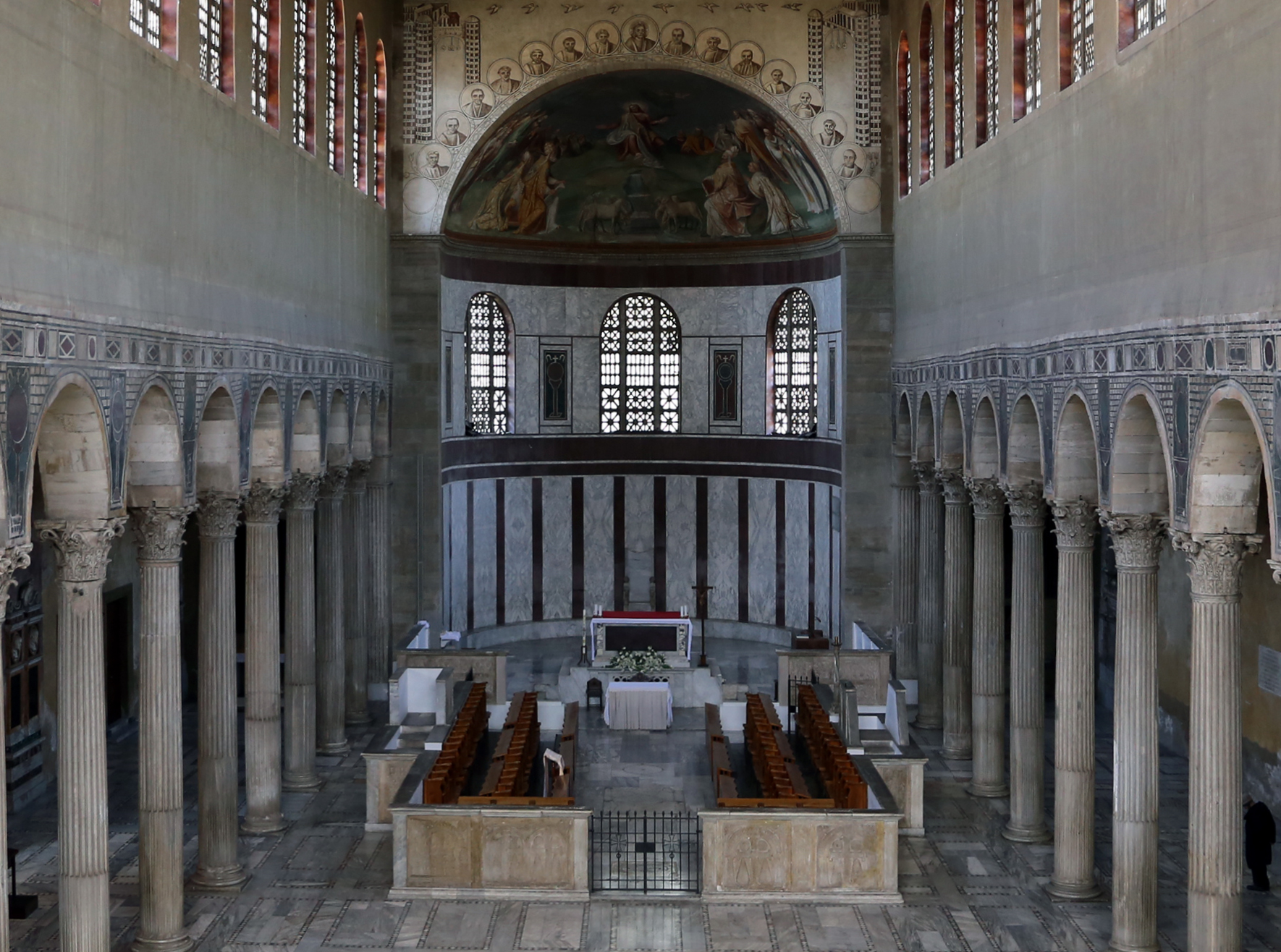
La schola cantorum della basilica di Santa Sabina (Roma)

Grammaticalmente, schola cantorum è una locuzione latina, oggi utilizzata in architettura e storia dell'arte, che originariamente significa "luogo di riunione dei cantori"; in italiano è usata come sostantivo femminile (plurale: scholae cantorum; pronuncia: skòla/skòle cantòrum). Analogamente al latino chorus (dal greco χορός) e all’italiano coro, che significano "gruppo di cantori" e "luogo ove si canta", l'espressione, come detto sopra, ha assunto diversi significati: struttura architettonica riservata ai cantori, scuola di canto e complesso dei coristi di una chiesa.
Il termine schola ha avuto nel mondo romano molte più accezioni della originaria voce greca σχολή. Inizialmente designa sia l'attività sia il luogo dello studio (corrisponde quindi alla nostra parola scuola). Per estensione, passa a indicare ogni luogo di riunione, di riposo o di attesa (galleria, portico, sala d'aspetto, ecc.). Plinio il Vecchio chiama schola una grande sala ornata di statue e pitture celebri, presente a Roma nel Portico di Ottavia (Naturalis Historia, XXXV, 114).  Negli accampamenti militari la schola era il recinto dove ci si recava a ricevere gli ordini di servizio.
Scavi e rovine illustrano diverse forme costruttive e architettoniche delle scholae: di forma rettangolare, trapezoidale, circolare o di esedra; più o meno decorate e provviste di sedili; all’aria aperta o coperte; di uso pubblico o riservate a privati.
Per ulteriore estensione, dal significato di ambiente in cui avviene una riunione sociale o collegiale, si passa al significato di "compagnia", "collegio", "corporazione": per tutto il Medioevo la voce fu quindi analoga a collegium, societas, sodalitas, confratria (e si hanno quindi scholae chartulariorum, sacerdotum, lectorum, cantorum, peregrinorum, ecc.).

## Galleria d'immagini

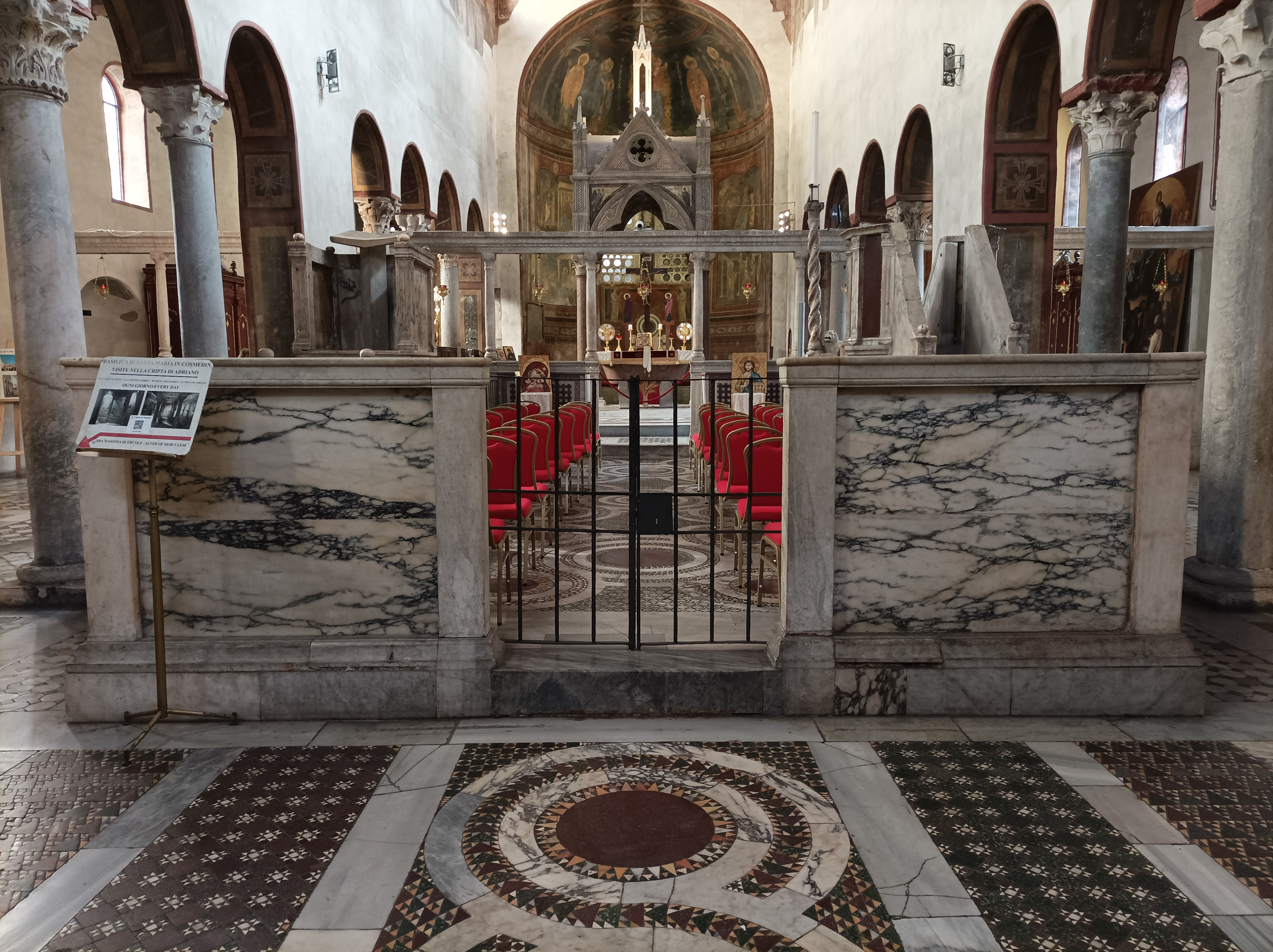
San Maria in Cosmedin (Roma): la schola cantorum
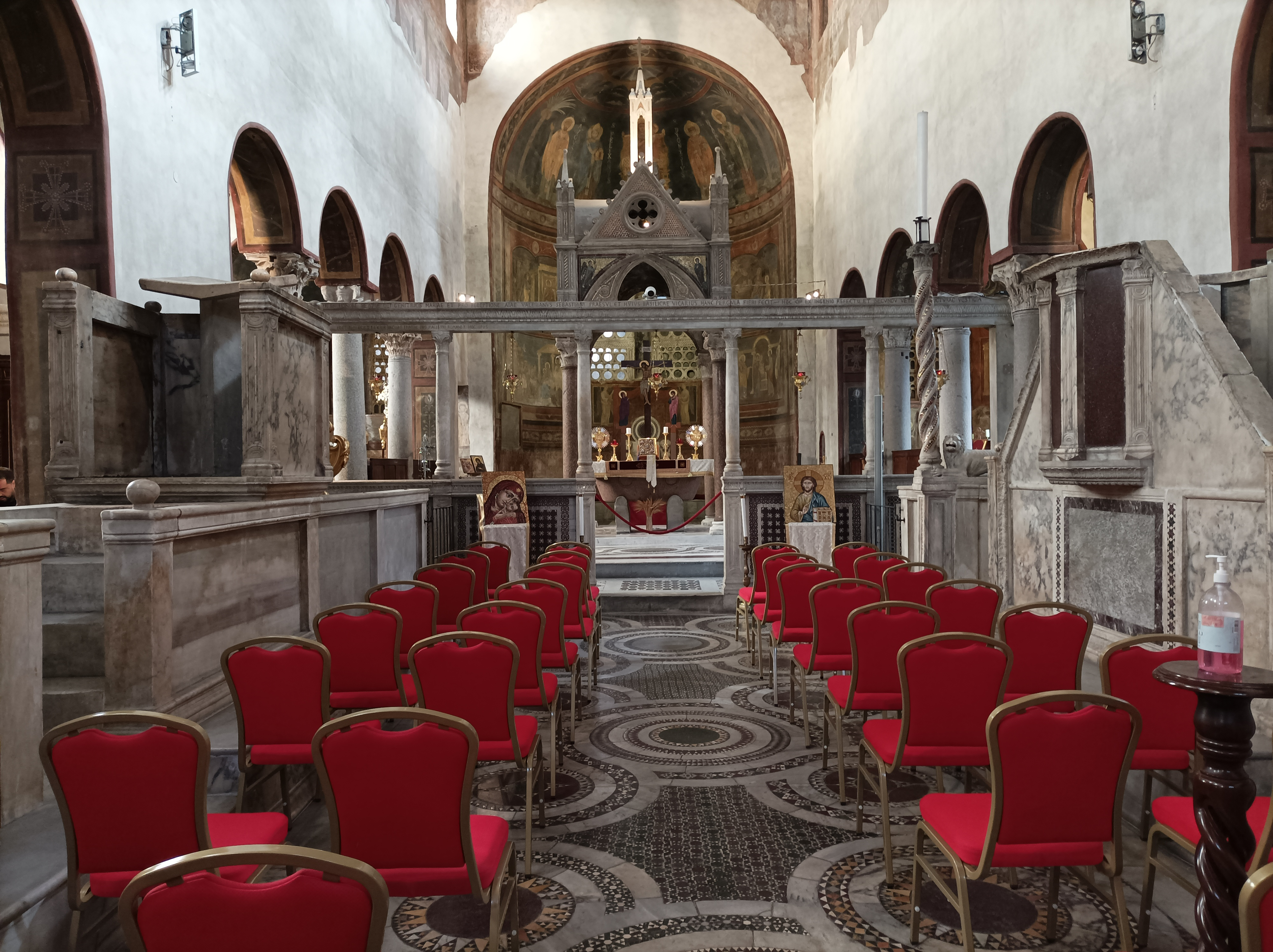
San Maria in Cosmedin: la schola cantorum (interno)
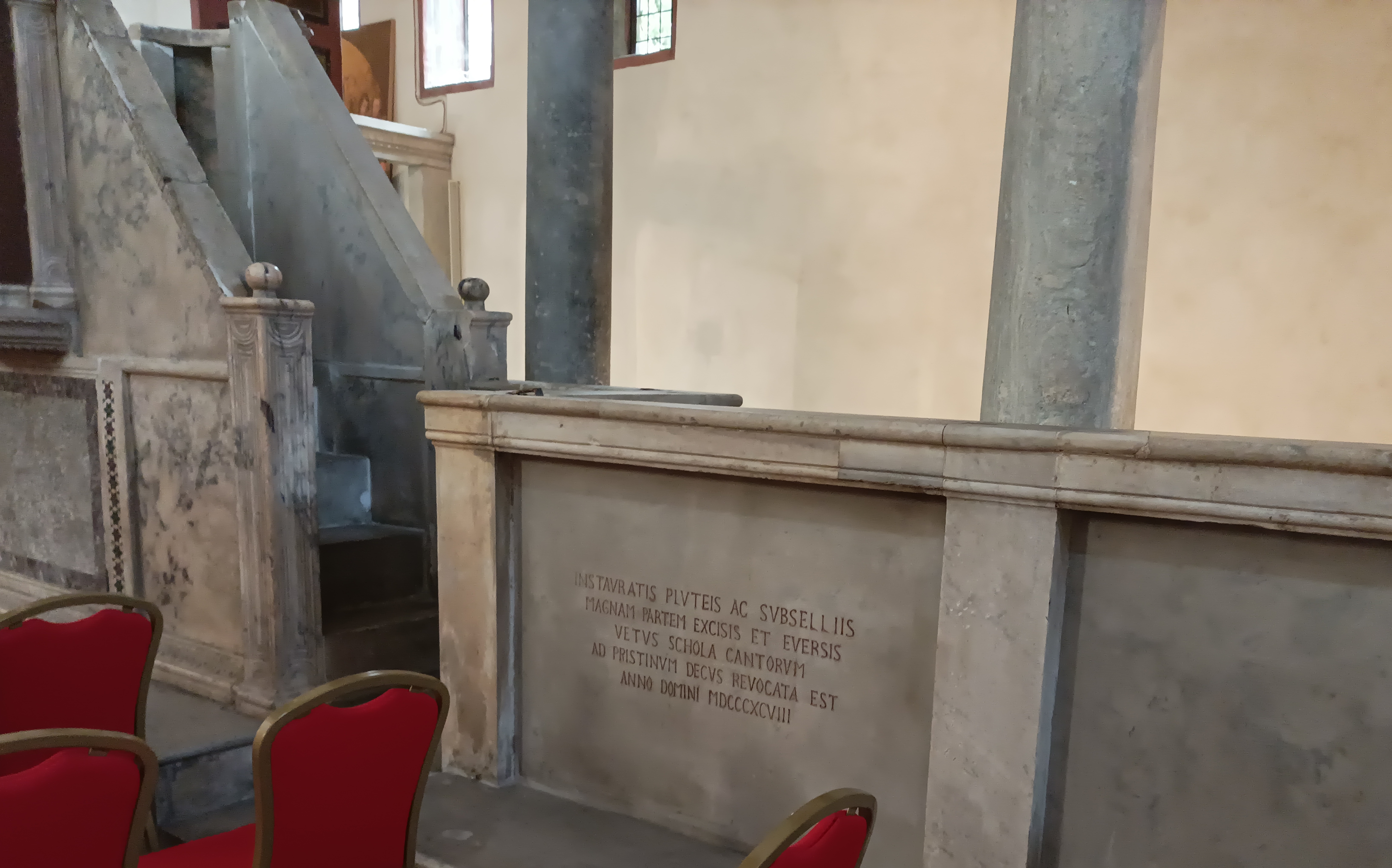
Santa Maria in Cosmedin: iscrizione sul restauro del 1898
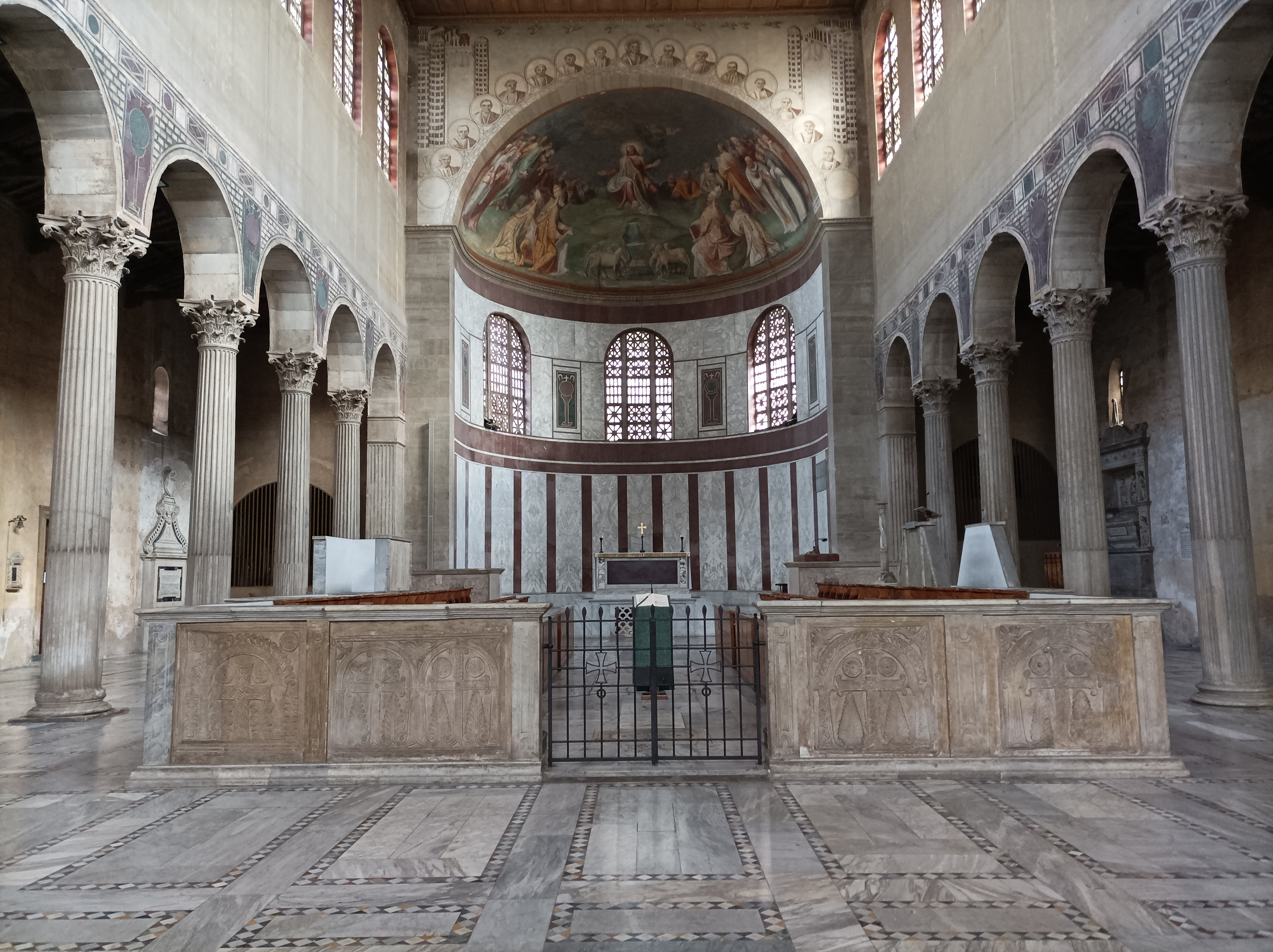
Santa Sabina (Roma): la schola cantorum
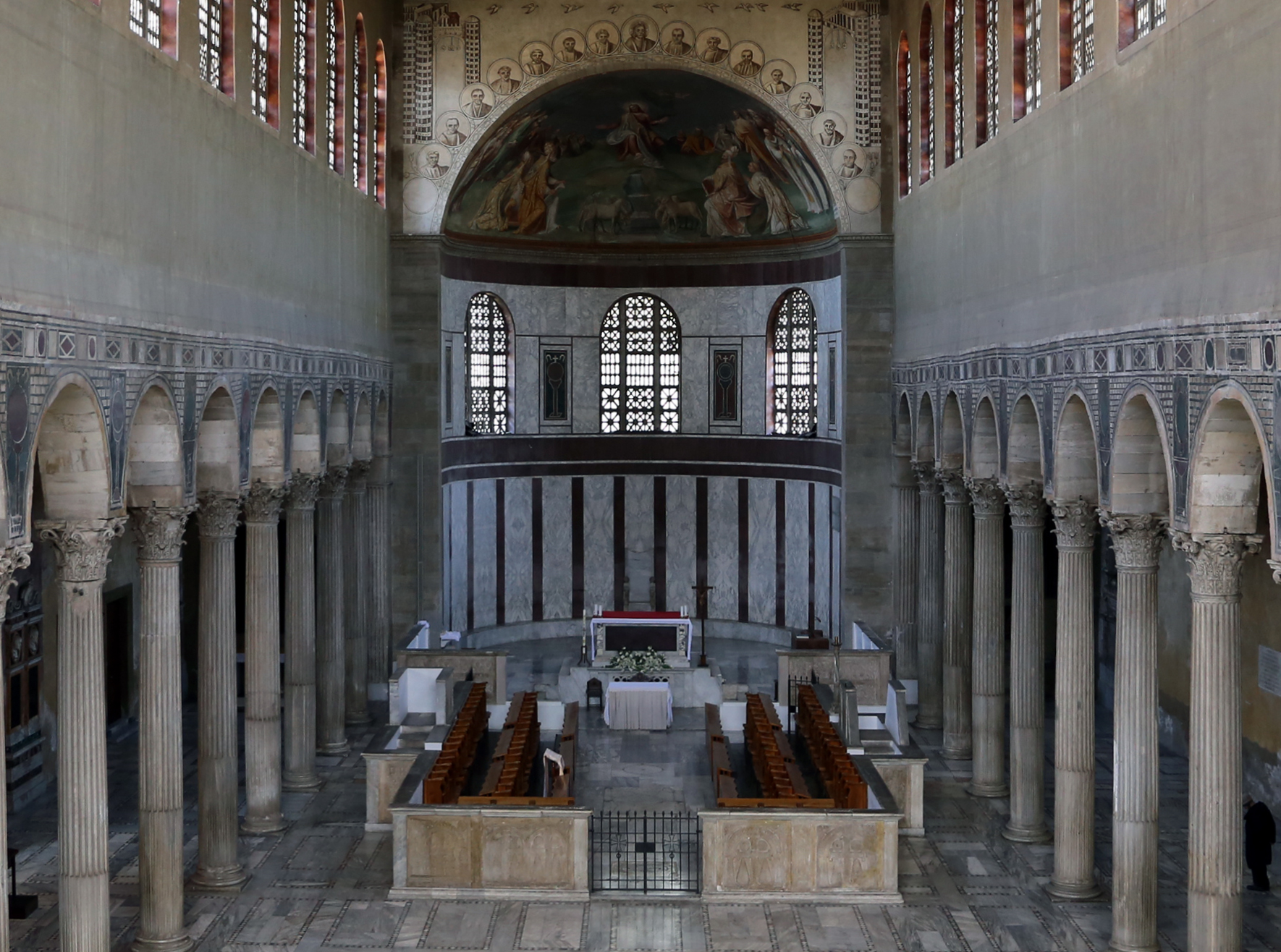
Santa Sabina: la schola cantorum

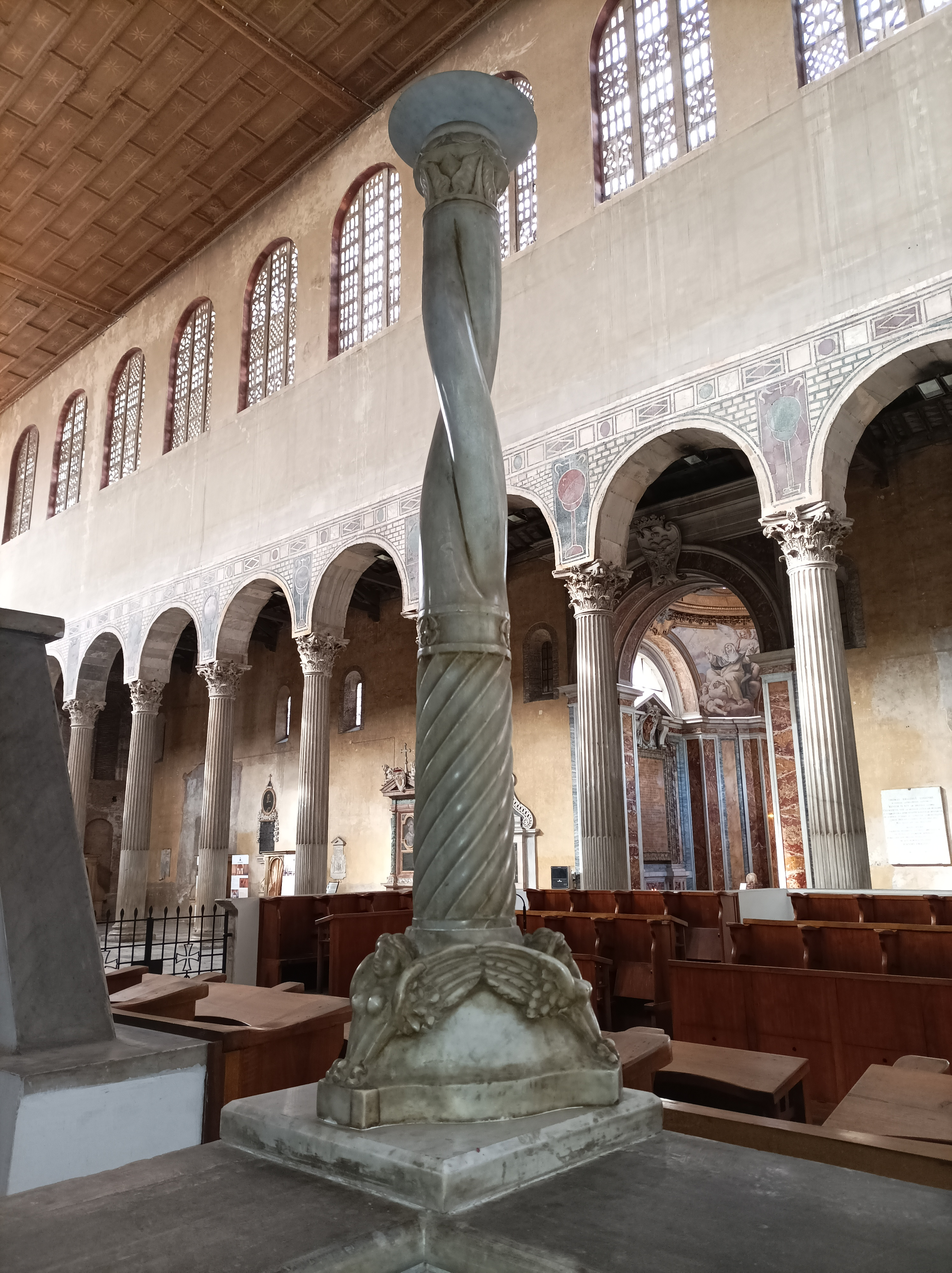
Santa Sabina: il candelabro della schola cantorum
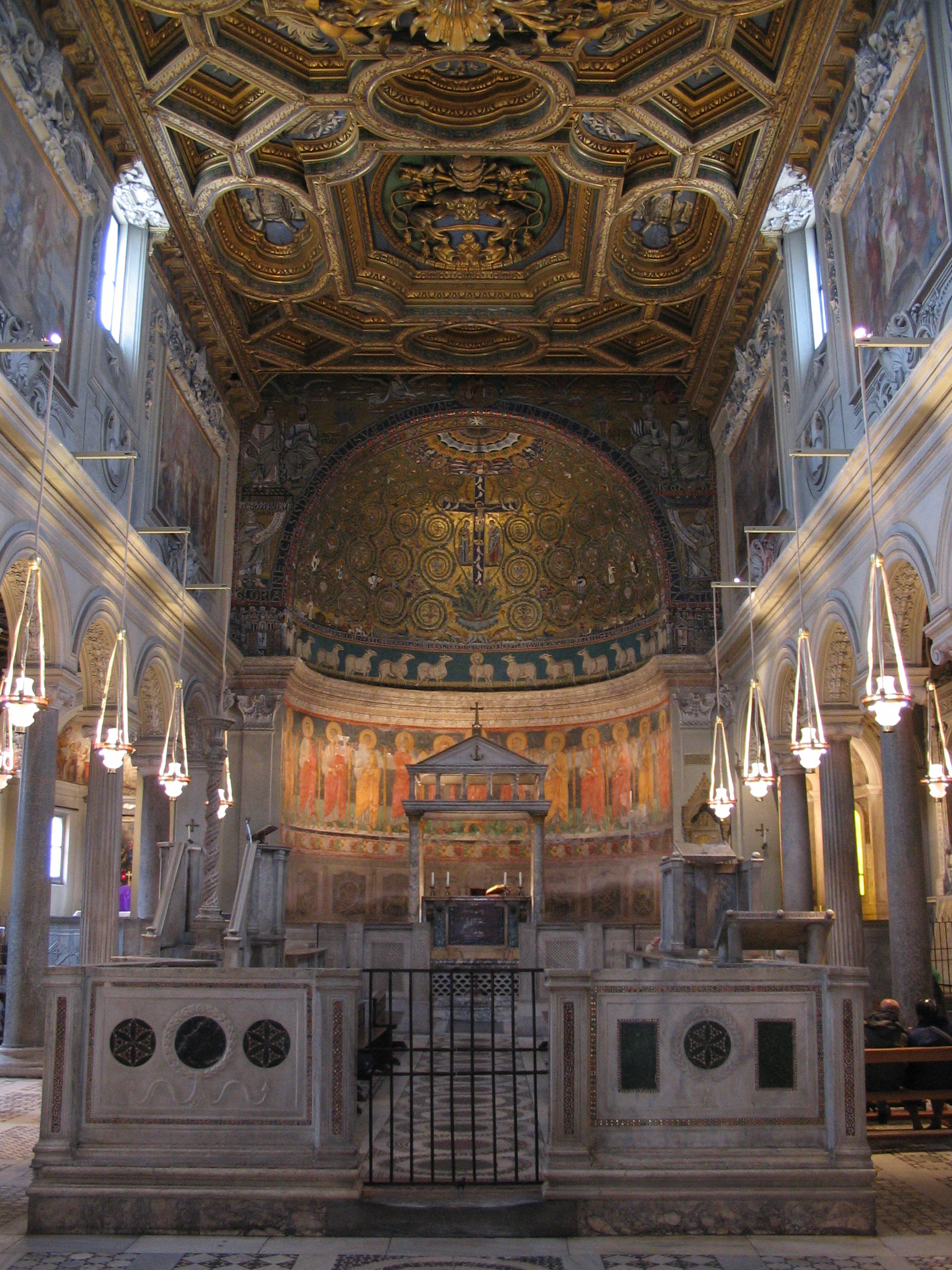
Basilica di San Clemente (Roma): la schola cantorum
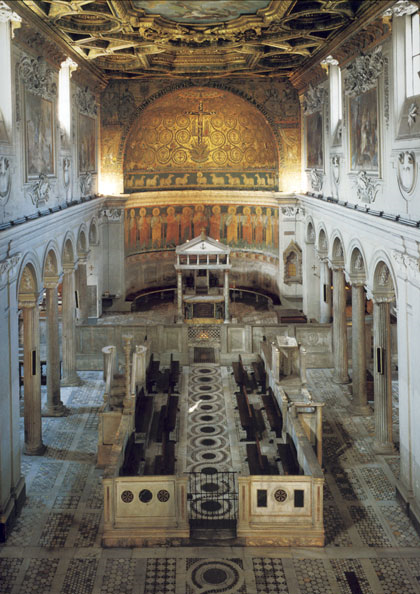
San Clemente: la schola cantorum vista dall'alto
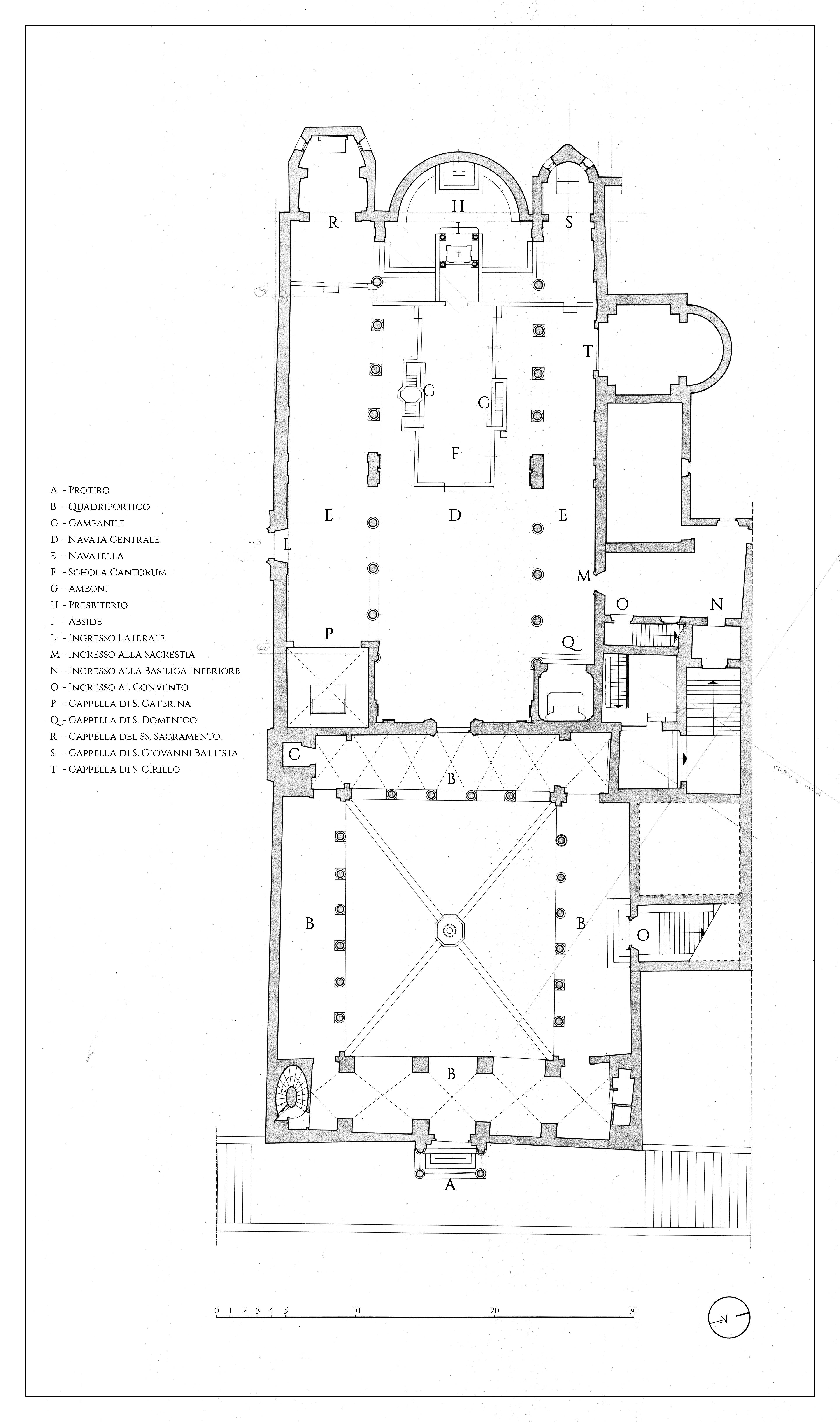
San Clemente: pianta dell'edificio con la schola cantorum
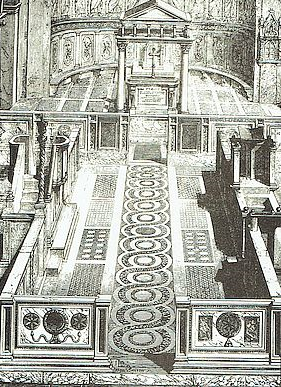
San Clemente: schola cantorum, incisione fine secolo XIX
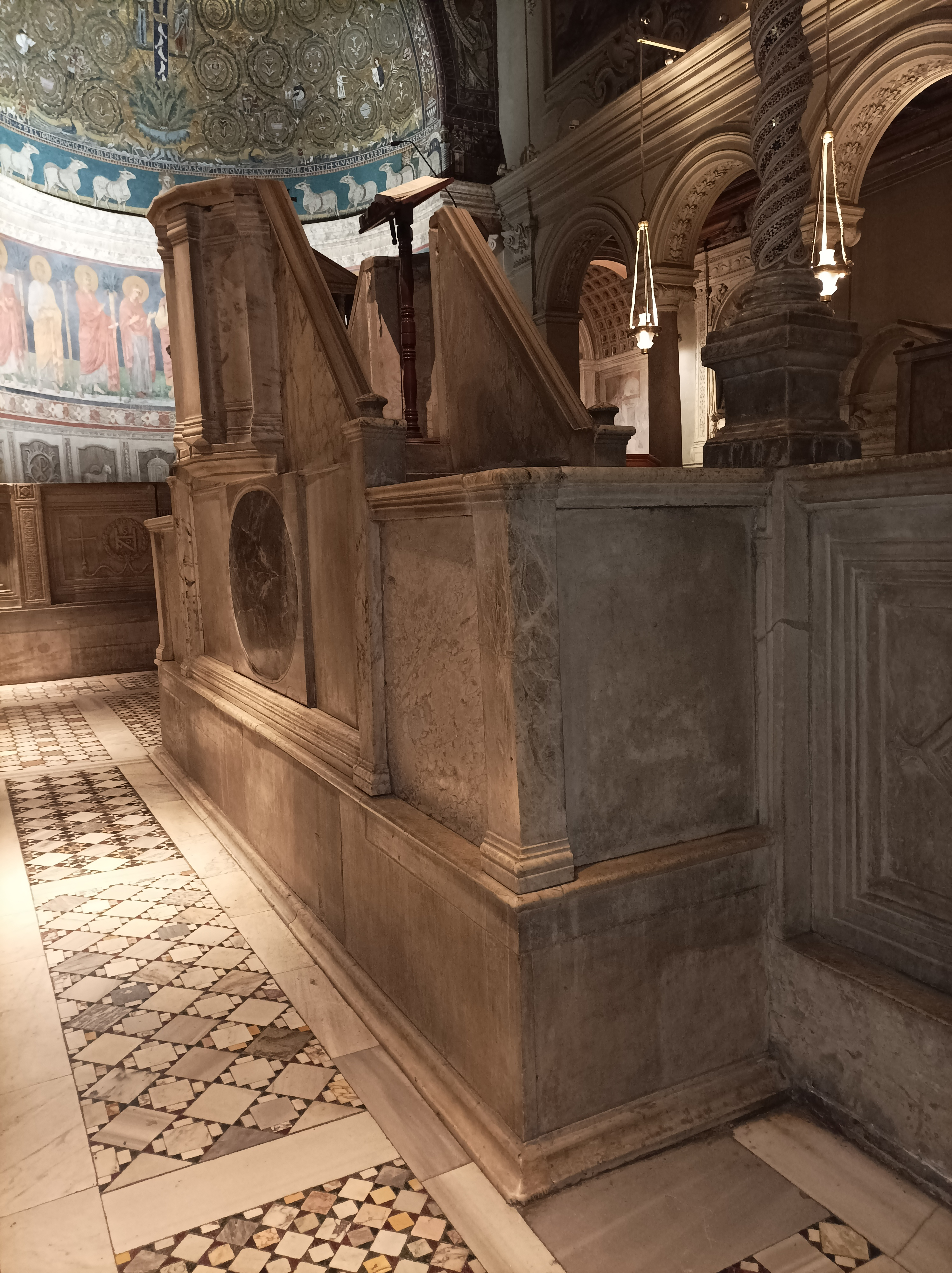
San Clemente: ambone della schola cantorum

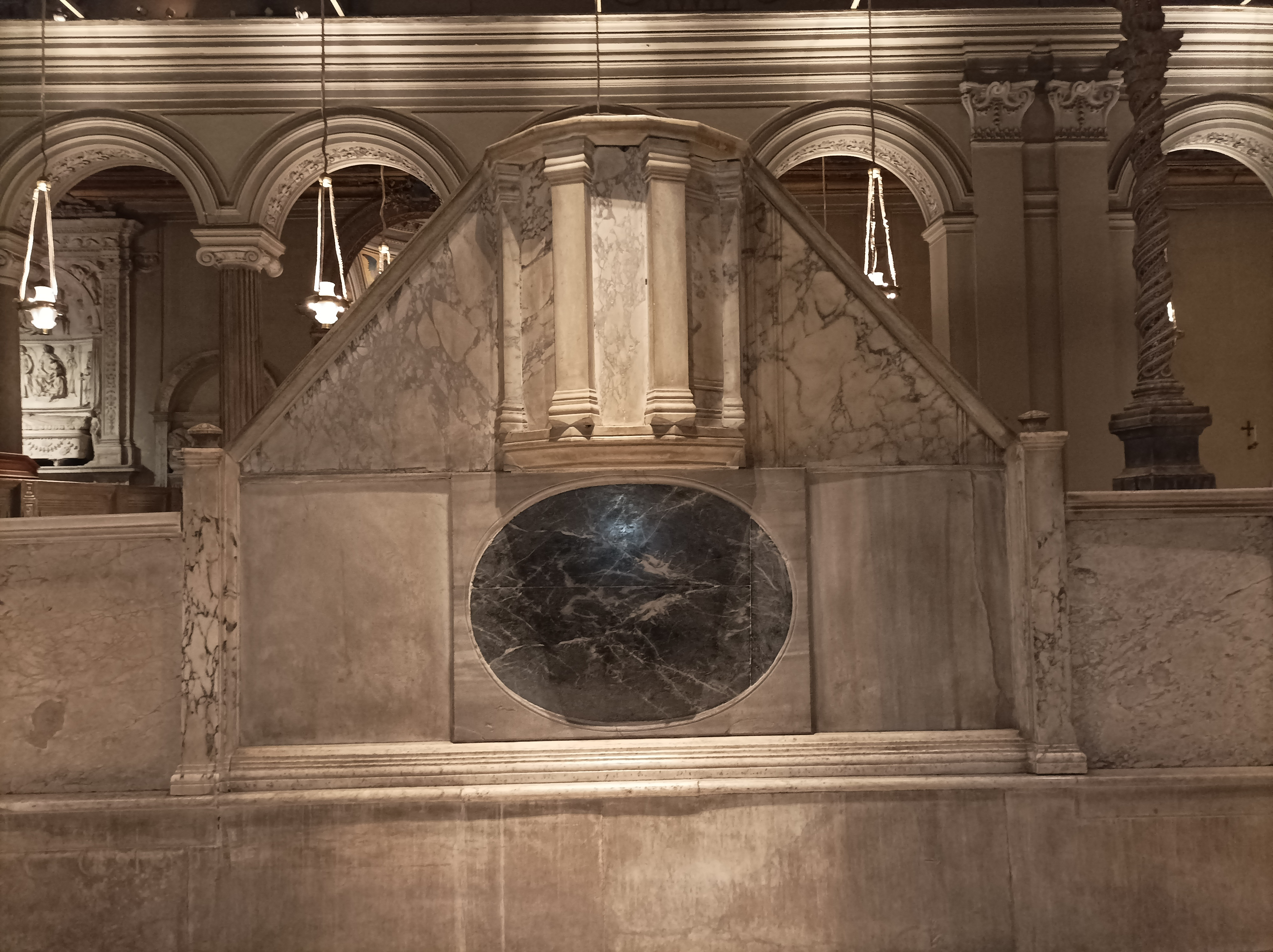
San Clemente: ambone della schola cantorum
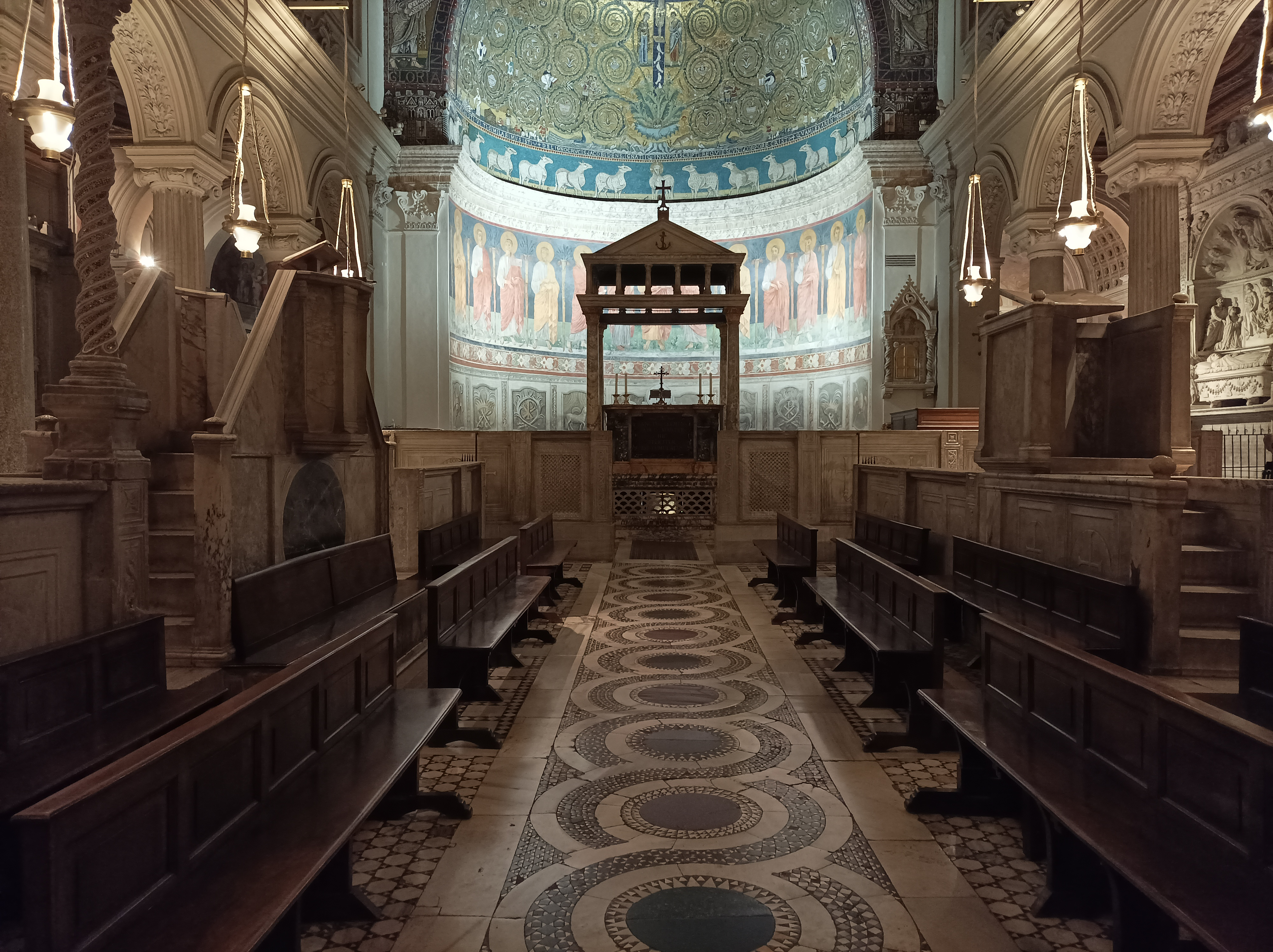
San Clemente: schola cantorum, pavimento cosmatesco
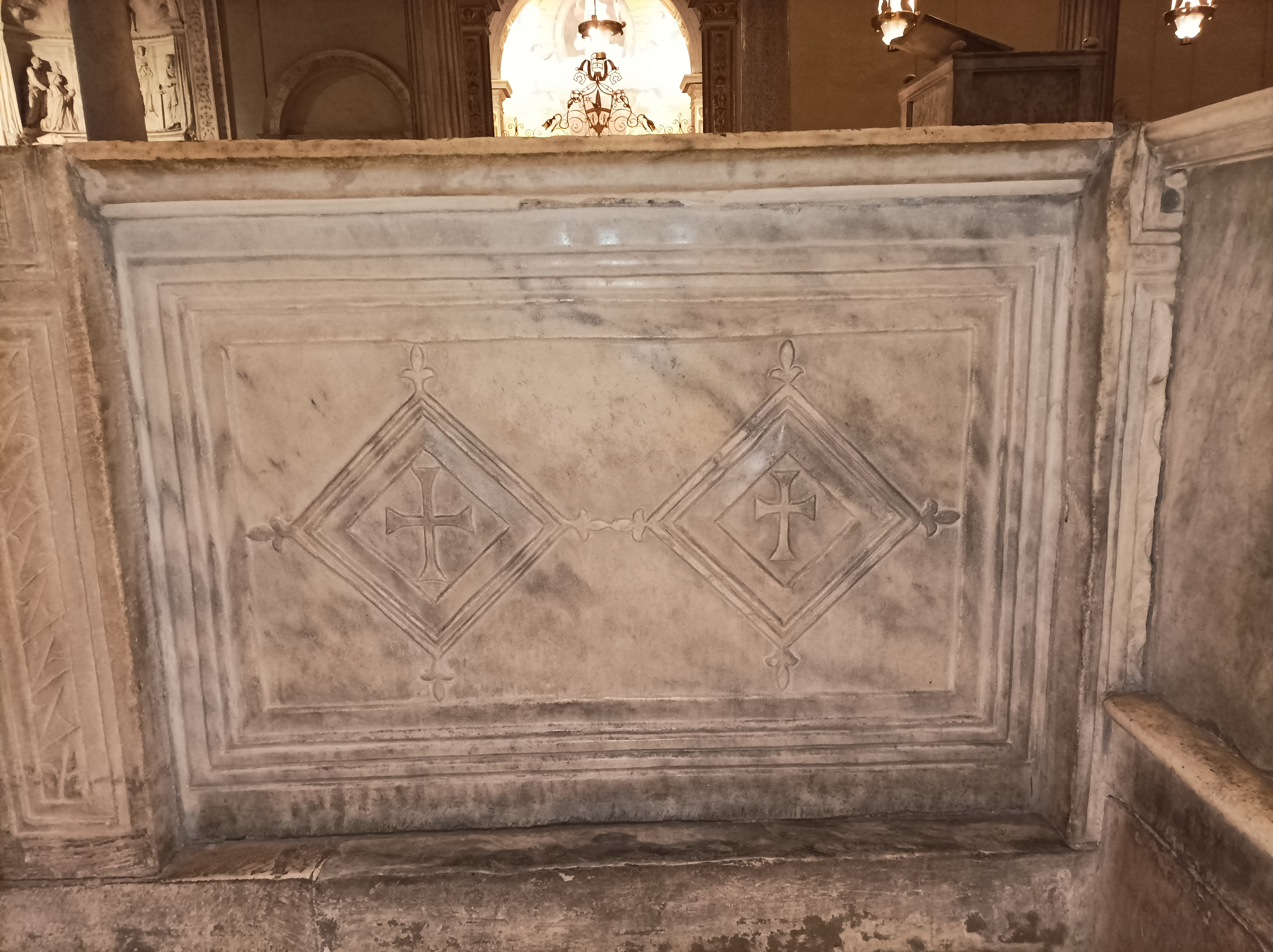
San Clemente: pluteo della schola cantorum
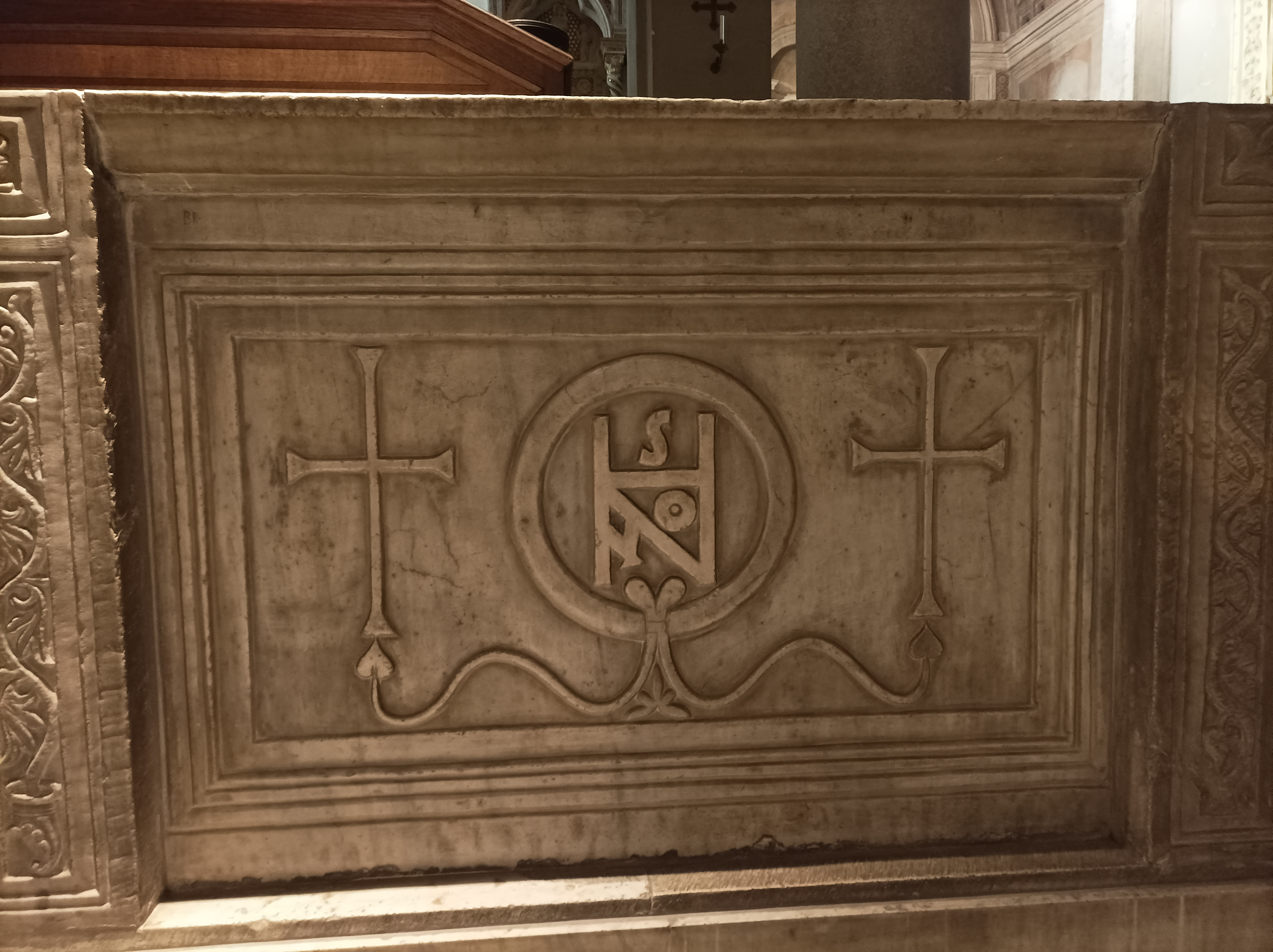
San Clemente: pluteo con monogramma di papa Giovanni II
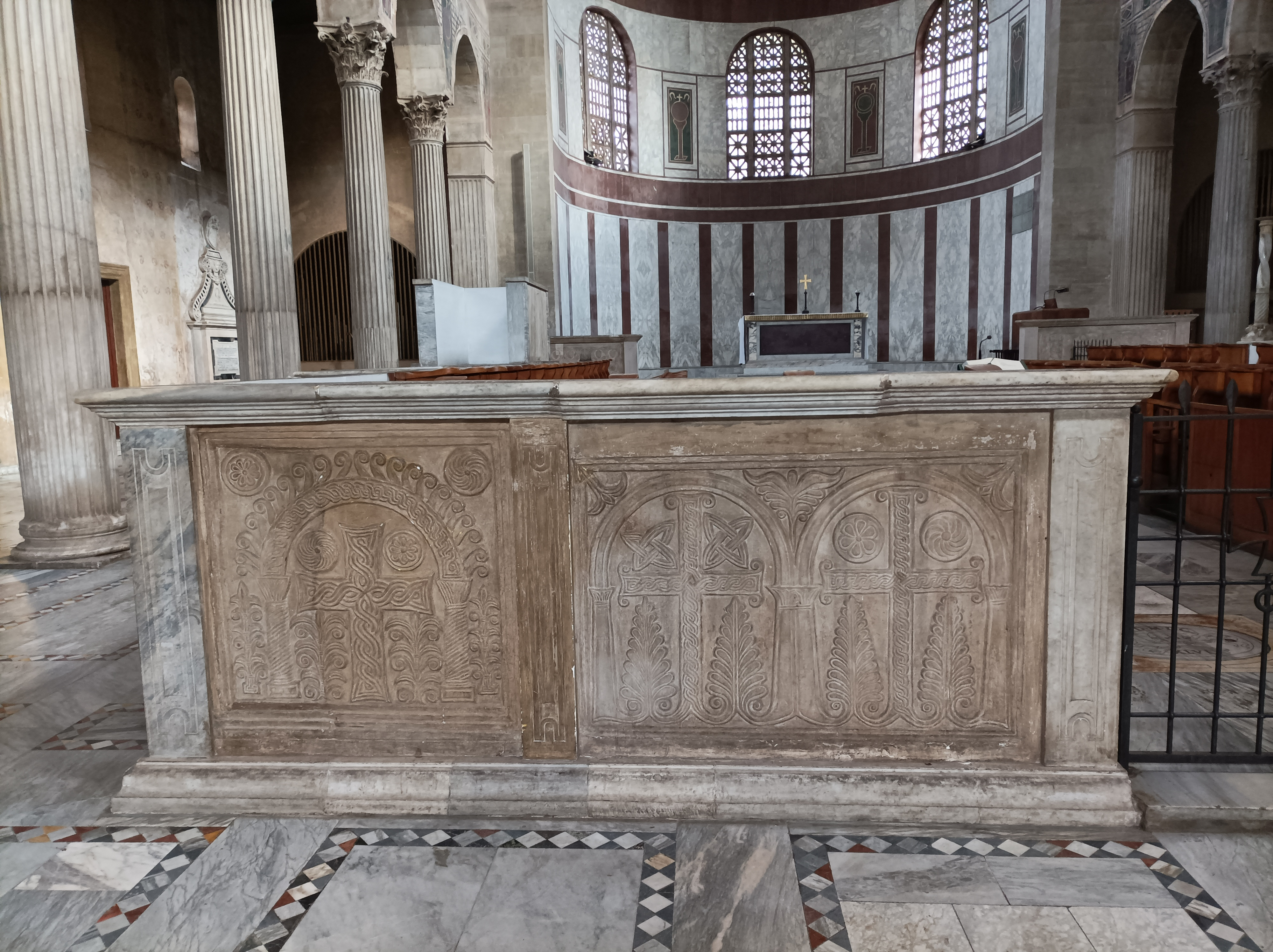
Santa Sabina: plutei della schola cantorum
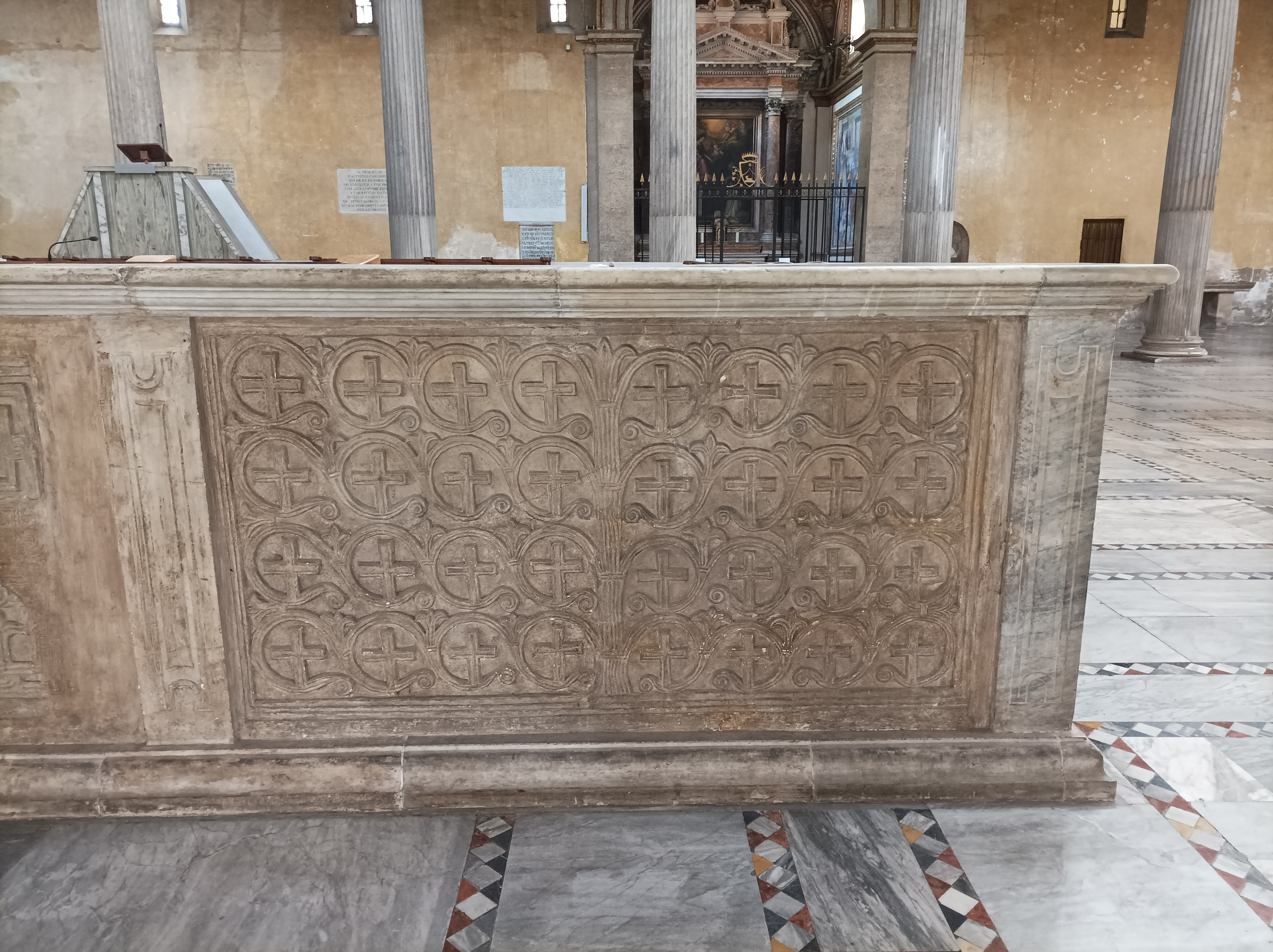
Santa Sabina: pluteo della schola cantorum

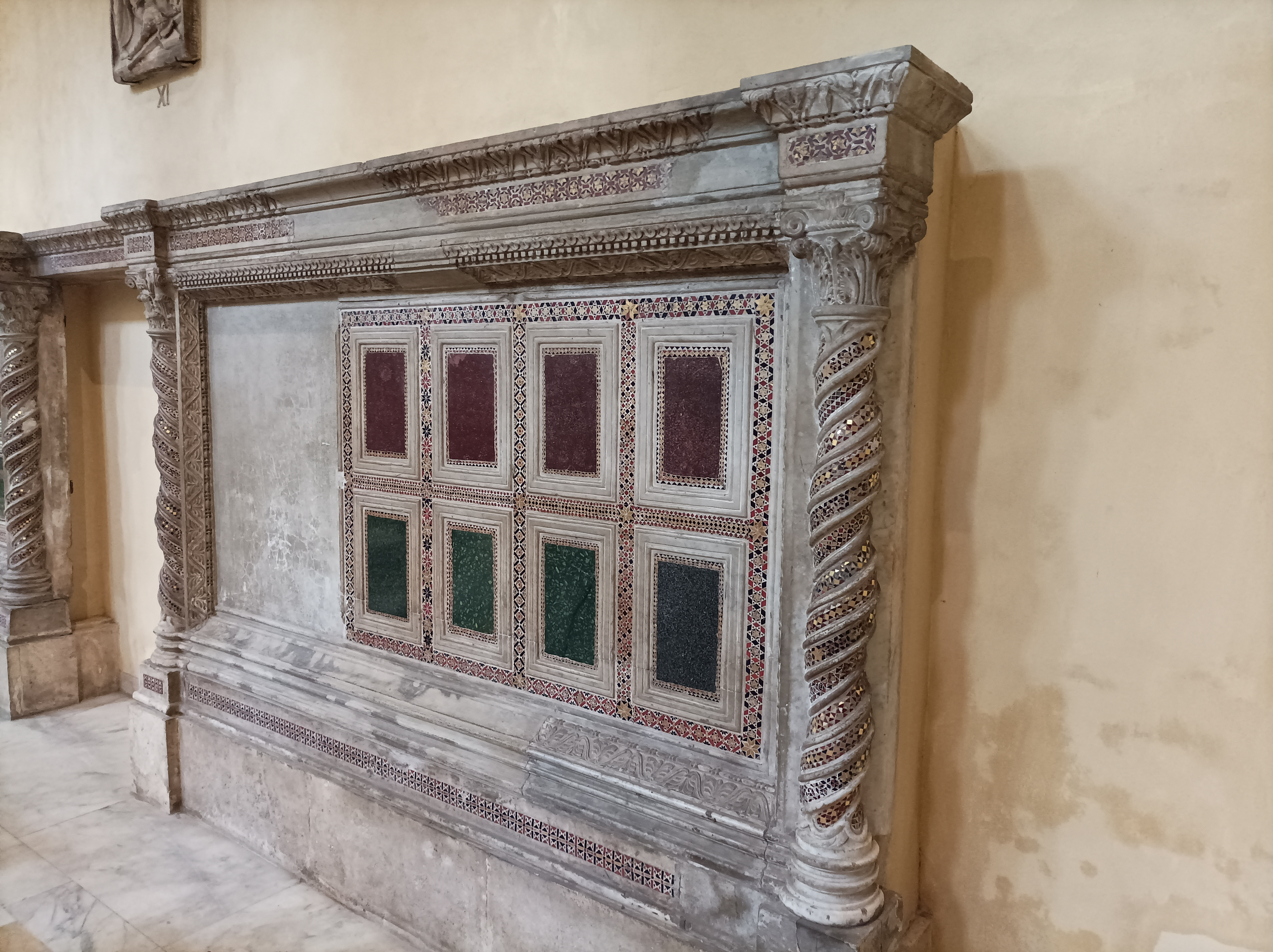
San Saba, reperto della schola cantorum: pluteo destro
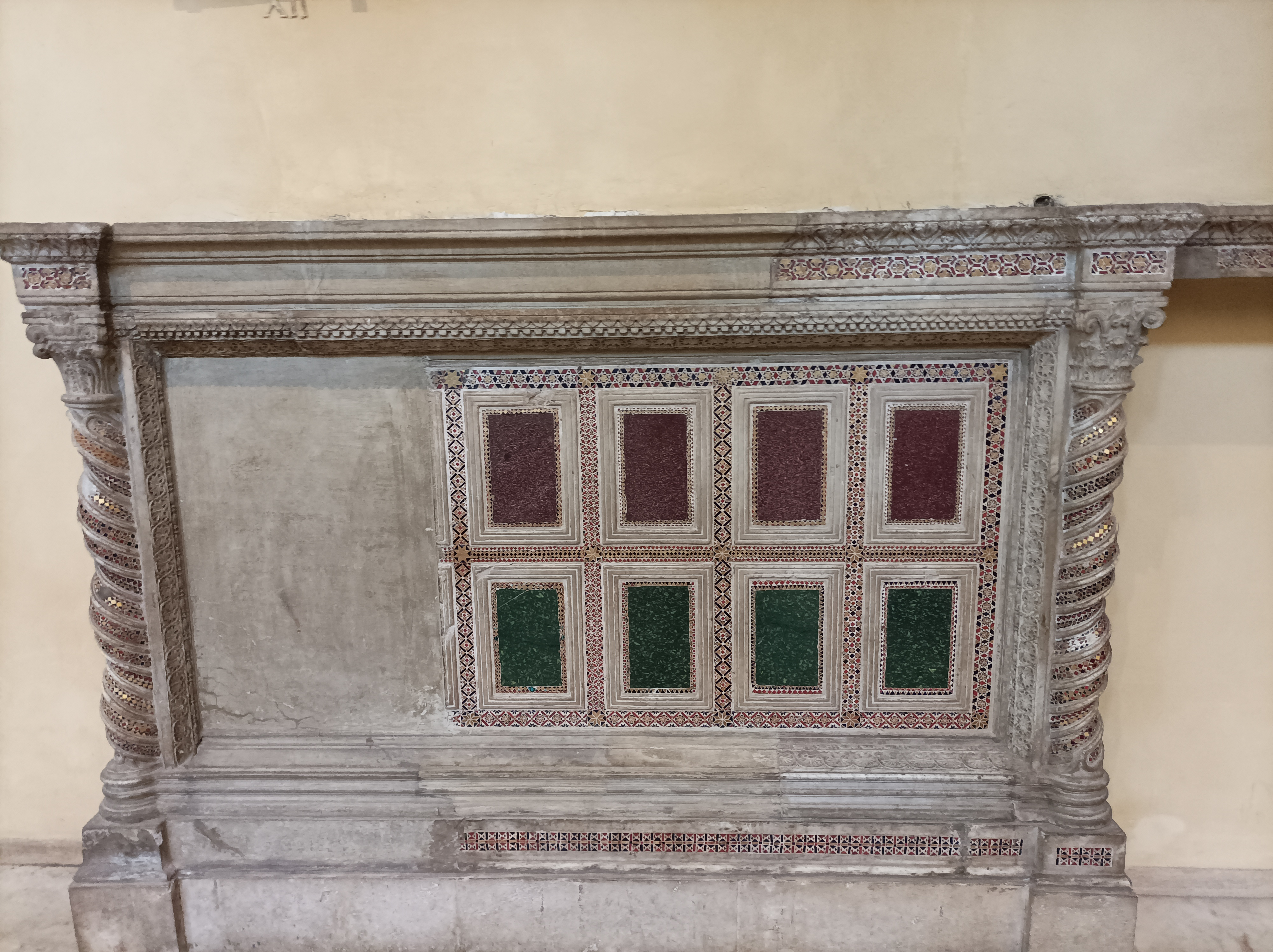
San Saba, reperto della schola cantorum: pluteo sinistro
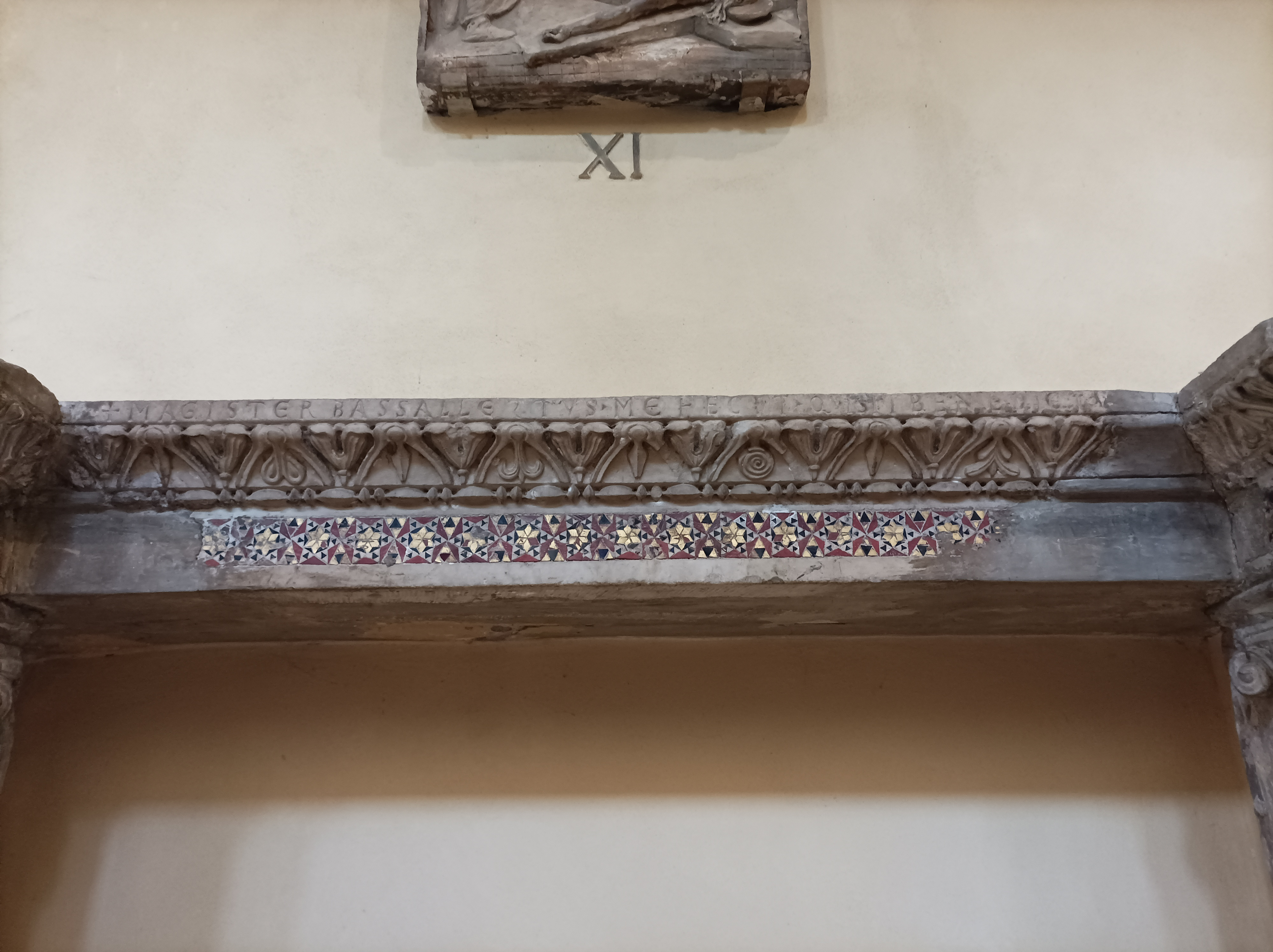
San Saba, architrave della schola cantorum con firma del Vassalletto
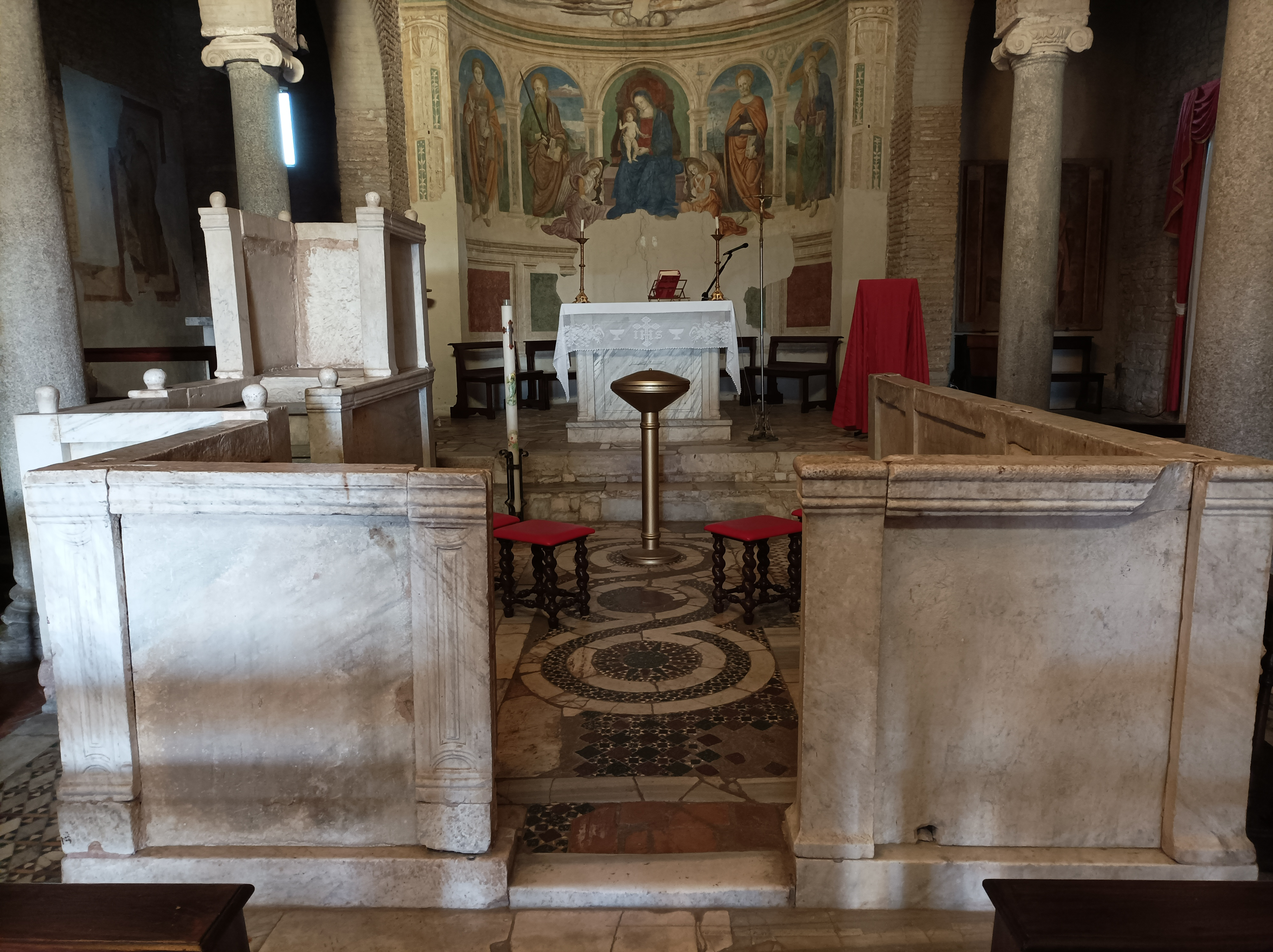
Sant'Antimo (Nazzano): la schola cantorum
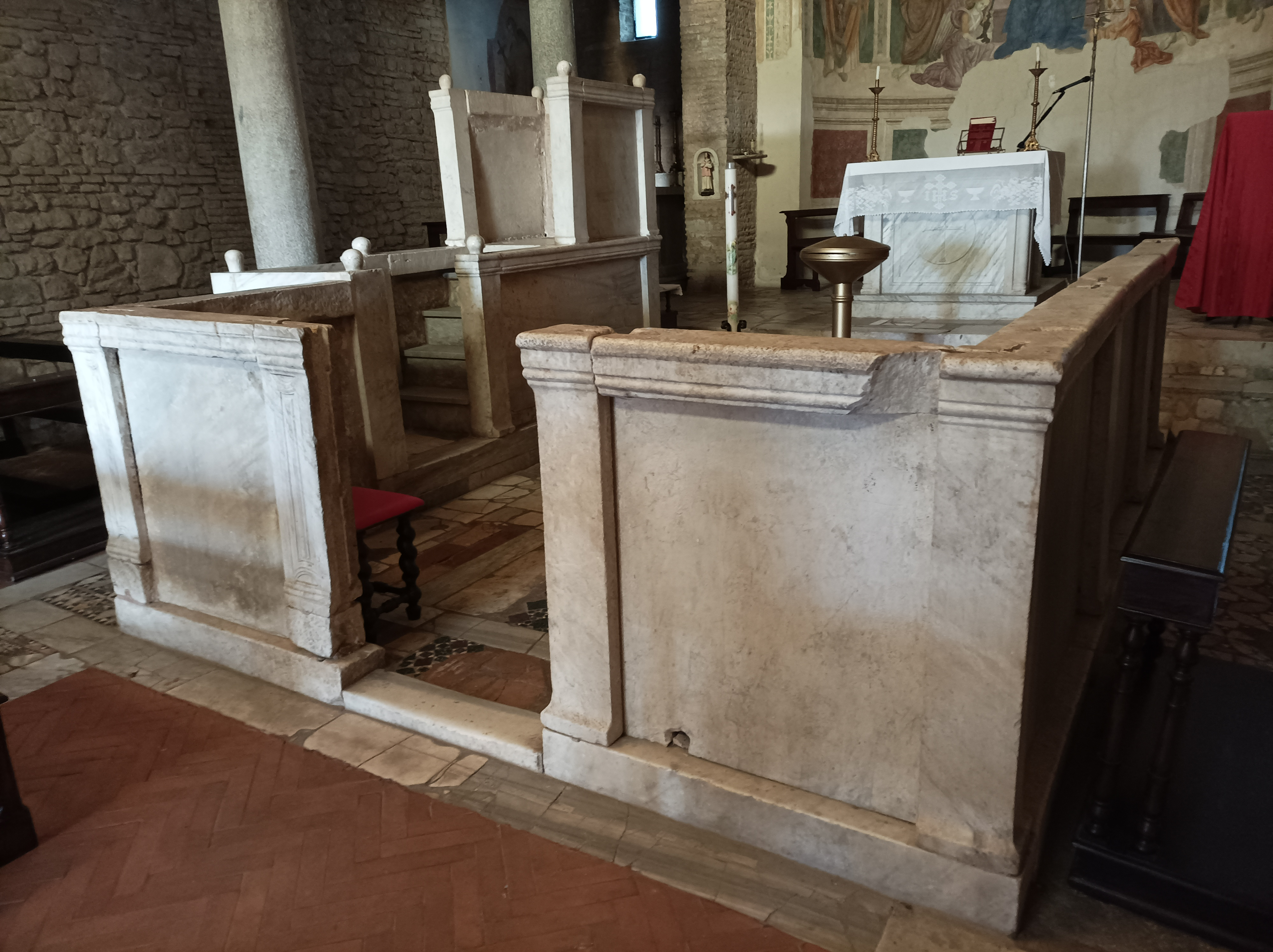
Sant'Antimo (Nazzano): la schola cantorum
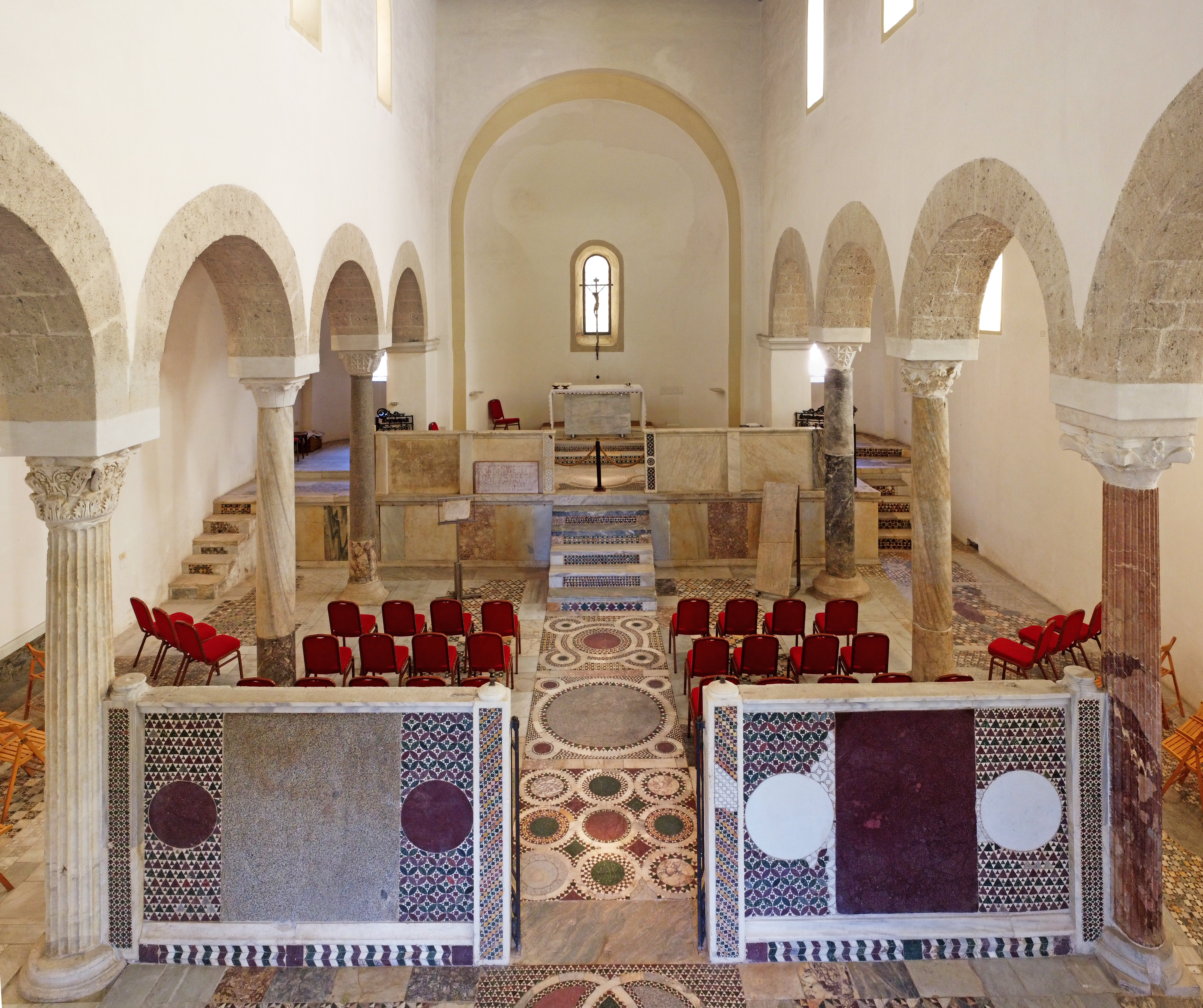
Chiesa di San Menna (Sant'Agata de' Goti, Benevento)